# Don't Pass Me By
Don't Pass Me By is een lied van The Beatles afkomstig van het in 1968 uitgegeven album The Beatles (beter bekend als The White Album). Het nummer is het eerste Beatles-nummer geschreven door Ringo Starr en is naast Octopus's Garden het enige nummer dat Starr alleen voor The Beatles schreef.

## Achtergrond
Na Revolution 1 werd Don't Pass Me By het tweede nummer dat opgenomen werd voor The Beatles. Geluidstechnicus Geoff Emerick vermoedde dat dit werd gedaan om Starr tevreden te houden omdat hij stilaan genoeg had van The Beatles. Emerick vermeldde verder in zijn memoires dat het nummer "moeilijk een meesterwerk te noemen is - het had enkel drie akkoorden, niets wat de aandacht trok, en een levenloos country-achtig arrangement."

## Opname
De eerste opnamesessie vond plaats op 5 juni 1968. Merkwaardig genoeg kreeg het nummer achtereenvolgens de werktitels Ringo's Tune (Untitled), This Is Some Friendly, en pas in derde instantie Don't Pass Me By. Starr vermeldde het nummer reeds als Don't Pass Me By in 1964 tijdens een interview voor de BBC. Op dezelfde opnamedag werden de schelringen (Engels: Sleigh bells) toegevoegd. De viool die het nummer als countrymuziek doet klinken werd opgenomen op 12 juli. Violist voor de gelegenheid is de jazzbassist Jack Fallon. Hij was tevens een boekingsagent die het eerste professionele concert van The Beatles organiseerde op 31 maart 1962 in Stroud.
Op de uiteindelijke opname is een wekkersignaal te horen op 1:48, net zoals in A Day in the Life een opnametechnisch hulpmiddeltje. Op 2:39 valt Starrs stem te horen wanneer hij acht maten telt voor de break.
Op het verzamelalbum Anthology 3 uit 1996 zijn twee alternatieve takes van Don't Pass Me By toegevoegd. De eerste track van het album, A Beginning, is een instrumentaal stuk door George Martin geschreven dat bedoeld was als introductie voor Don't Pass Me By.

## Muzikanten
Bezetting volgens Ian MacDonald
- Ringo Starr – zang, drums, schelringen, piano
- Paul McCartney – piano, basgitaar
- Jack Fallon - viool

## Covers
- ABBA maakte een parodie op het nummer, maar die werd pas in 1994 uitgebracht als onderdeel van een medley op de Thank You For the Music verzamelbox.
- Ook The Gourds en The Georgia Satellites brachten versies van het nummer.